# Eric Arthur Cleugh
Eric Arthur Cleugh (ur. 1894 w Londynie-Hampstead, zm. 1964) – brytyjski urzędnik konsularny i dyplomata. 
Ukończył Dulwich College. M.in. pełnił funkcje konsularno-dyplomatyczne w Buenos Aires, Meksyku, Nowym Jorku (1939), Los Angeles (1943-1945), konsula generalnego w Hawanie (1945), konsula generalnego w Gdańsku (1945-1946), konsula generalnego w Houston (1946-1948), konsula generalnego w Waszyngtonie (1948-1950), ambasadora w Panamie (1950–1955). Następnie przeszedł na emeryturę.
Uhonorowany Orderem św. Michała i św. Jerzego C.M.G., Królewskim Królewskim Orderem Wiktoriańskim C.V.O., Orderem Imperium Brytyjskiego O.B.E.